# كأس السوبر الأندوري 2005
بطولة كأس السوبر الأندوري 2005 هي النسخة الثالثة من بطولة كأس السوبر الأندوري ، لعب يوم 18 سبتمبر 2005 في أيكسوفال ، بين فريق سانت الفائز بالدوري وفريق سانتا كولوما الفائز بكأس ألبانيا. وقد انتهت المباراة بفوز سانتا كولوما بالمباراة بنتيجة 1–0 ليحصد لقبه الثاني في تاريخ البطولة.

## التفاصيل
| سانت | 0–1 | سانتا كولوما |
| ---- | --- | ------------ |
|      |     | بينتو 49'    |